# 什邡市
什邡市是中国四川省的一个县级市，1983年后由成都交由德阳市代管。位于四川腹心地带成都平原，东北与绵竹市接壤，东南与广汉市接壤，南接彭州市，距成都市主城区30余公里（直线距离），幅员864平方公里，人口约150万。什邡是四川省的历史文化名城。曾因大禹的足迹而享有“禹迹仙乡”之美誉，秦代著名水利学家李冰曾在此治水并仙逝于此。什邡还是佛教南禅八祖马道一的故里，汉代名将雍齿的受封之地，故什邡城又名雍城。什邡的自然景观主要有蓥华山、青牛沱等景区。
2006年，什邡被中国矿业联合会第一个授予“中国矿泉水之乡”的称号。2007年6月，中国特产之乡组委会授予什邡市“中国雪茄之乡”。2008年11月，什邡被文化部命名为“中国民间文化艺术（书法）之乡”。

## 历史
1983年，德阳建市，什邡、广汉由成都市划归德阳市。
1995年经国务院批准撤县设市，属省辖县级市，并由四川省政府委托德阳市代管。2007年什邡成为全省扩权强县27个试点县之一，自此获得了较大的经济自主权。
2008年汶川地震以后，什邡成为北京对口支援城市。
2012年7月2日，反对钼铜项目事件，因不满钼铜项目，当地爆发大规模民众（以市民与学生为主）抗议示威活动，并强行冲击市委机关单位，当地警方动用催泪气体和震撼弹驱散示威群众。政府方面承诺暂停钼铜项目，并否认有人在事件中死亡。7月3日，什邡市委、市政府决定不再建设钼铜项目。

## 行政区划
什邡市下辖2个街道办事处、8个镇：
方亭街道、雍城街道、洛水镇、禾丰镇、马祖镇、马井镇、蓥华镇、南泉镇、湔氐镇和师古镇。

## 经济
2008年“5.12”大地震前，什邡曾多年位于四川省经济“十强县”的第二名。2006年什邡市国内生产总值达到106亿元，财政收入达到20.44亿元，人均GDP突破3000美元。
- 农业：什邡晒烟（叶子烟）历史悠久，尤其是大泉坑地区的叶子烟更是闻名遐迩，近年来该地更是扩大种植雪茄烟烟叶。 早在1985年，就有湔氐镇农民自行种植黄背木耳，至今已形成相当在种植规模。黄背木耳已远销国内外。且有“黄背木耳之乡”之称谓。
- 食品工业：蓝剑集团起源于什邡啤酒厂，目前在四川占有相当高的市场份额，于2006年1月被华润雪花啤酒(中国)有限公司收购。什邡烟厂是一个支柱产业纳税大户，贡献了大量的财政税收。什邡烟厂原名益川工业社，并曾派出若干技术人员赴北京组成132厂专门为毛泽东等人供给手工制作雪茄烟（長城雪茄）。
- 工业：什邡北部山区富产磷矿，金河磷矿是全国六大磷矿之一。因此什邡工业生产以磷化工为中心，企业有四川宏达集团、蓥峰实业、川恒股份、蓝剑化工等。其中四川宏达集团也涉足有色金属、旅游等其他行业。不過化工企业给当地环境带来看影响。2003年开始，什邡市政府先后投入逾亿元资金对重污染企业进行整治，2003年，有13个污染源获得治理。[8]
- 四川什邡經濟開發區：成立於2010年5月18日，為省級經濟開發區[9]。

## 人口
2020年末，全市常住人口为406775人，与2010年第六次全国人口普查相比，减少5983人，下降1.45%，年平均下降0.15%。 全市共有家庭户 151850户，集体户6314户，家庭户人口为372786人，集体户人口为33989人。
2000年，根据第五次全国人口普查，什邡全市共有1432579人。

## 交通

### 公路
什邡至成都的快速通道——广（汉）青（牛沱）公路目前一期（广汉至洛水段）已竣工通车。该快速通道在广汉处和成绵高速相连接。除此之外，成绵高速复线通过彭州连接什邡到成都。成都人民北路北延线（北干线）有望于2008年达到蒙阳镇，而进一步延伸到什邡的计划也已经处于商议中。而此前什邡到德阳的快速通道——德什大道业已建成。 350国道过境。

### 铁路
什邡现有广岳铁路（广汉至什邡红白镇岳家山）与宝成铁路相连。
川青铁路什邡西站于2023年建成通车。

## 教育
- 大学：电子科技大学成都学院什邡校区，四川城市轨道交通学院
- 高级中学：什邡中学、七一中学（原雍城中学）
- 初级中学：北京师范大学什邡附属外国语学校
- 职业学校：什邡职业中学
- 特殊教育学校：什邡特殊教育学校

2005年，什邡中学被四川省教育厅确定为“国家级示范性高中”。

## 文化

### 文化史大事纪
1992年2月，在什邡发掘出一座船棺墓葬。随葬品中发现一枚战国古铜印“十汸王”。

## 旅游
什邡的自然景观主要有蓥华山、青牛沱、罗汉寺，龙居寺等景区。今年以来，什邡积极推进旅游发展，修复了川西佛都-罗汉寺，并恢复了历年的马祖庙会。云西（现师古镇）也重新修建了药王庙，大力举办每年的药王会。

## 美食
- 什邡粉条 - 马井曹氏红薯粉条，曹氏牌辣妹子红薯粉条享誉全川；
- 什邡米粉 - 正雄米粉，秋月米粉，二红米粉，蓝剑无名米粉，喜哥米粉等；
- 什邡荞面 - 王荞面，意桥牌等；
- 什邡板鸭 - 云西廖板鸭、龙板鸭，马井马板鸭等；
- 马井挂面；
- 红白豆腐干 - 其中以但氏豆腐最为出名；
- 羊肉汤 曾羊肉，石羊肉等；
- 油烫鹅 - 马井罗记；
- 黑芝麻牛肉月饼 - 梁记，张记，李记等。
- 麻辣烫 - 肖麻辣，飘香麻辣，香飘麻辣等
- 冰粉 三鲜冰粉，蒋妈冰粉等
- 红白茶
- 中餐 - 老北门饭店，王耙鸭，银杏饭店，春兰饭店，兄弟饭庄等

## 逸事
清代归庄在游览成都望江楼时曾题一联：“望江楼，望江流，望江楼上望江流，江楼千古，江流千古。”此联一出，长久以来无人能对上工整的下联。直到1930年代，什邡人李芳吉触景生情，在什邡旧城北门桥头的古印月井边对出了下联：“印月井，印月影，印月井中印月影，月井万年，月影万年。”

## 5·12大地震
2008年5月12日四川西部地区发生8.0级地震，震中位于阿坝州汶川县映秀镇附近。什邡北部山区地处龙门山断裂带，受5·12地震破坏极深，损失惨重。不完全统计死亡人数在6000人左右，房屋倒塌无数，经济损失数百亿。

## 2012年钼铜事件
7月2日，当地群众因担心四川省什邡市宏达钼铜多金属资源深加工综合利用项目引发环境污染问题,到什邡市委、市政府聚集，并逐步演变为群体性事件。开工典礼前后，有网民对项目环保问题进行议论。7月1日晚19时左右，市民在什邡市委门口和附近宏达广场聚集，要求停建项目。经宣传解释疏导，当晚24时左右，聚集群众全部散去。在集会过程中市民与特警发生冲突，冲突造成数名市民受伤。